# 1832

## أحداث
- تأسيس مدينة بوسلتون وتقع حاليا في أستراليا.
- تأسيس مدينة بلدية كاباريان وتقع حاليا في كوبا.
- تأسيس مدينة شبرا الخيمة وتقع حاليا في مصر.
- 21 يناير: تأسيس مدينة تاكواريمبو[الإنجليزية] وتقع حاليا في الأوروغواي.
- 9 أبريل: تأسيس مدينة كيوباتو وتقع حاليا في البرازيل.
- 16 ديسمبر: تأسيس مدينة أزول، مقاطعة بوينس آيرس وتقع حاليا في الأرجنتين.
- نهاية الحرب السوداء في 1832 والتي بدأت في 1820.
- وقوع حرب بلاك هوك بداية من 1 مايو 1832 إلى 1 أغسطس 1832.
- 29 حزيران، ثورة المفتي عبد الغني آل جميل ضد الوالي العثماني علي رضا في بغداد.

## مواليد
- أندرو ديكسون وايت
- إدوارد فولانسبي نويز
- ادموند بور
- القديسة رفقا
- بيورنستيرن بيورنسون
- جورج واشنطن أندرسن
- جول فاري
- خوسيه إتشيغاراي
- ريتشارد بينيت هوبارد
- زينا فيرى مودي
- سليم البشري
- غوستاف إيفل
- لويزا ماي ألكوت
- ليسلي ستيفن
- ماكسيميليان إمبراطور المكسيك
- منزينجر باشا
- هوراشيو ألجر
- ويليام لي بارون جيني
- محمد صديق خان، مؤلف وفقيه وعالم دين مسلم.
- الأمير محمد بن فيصل أخو الأمام عبد الله بن فيصل.
- إبراهيم الطباطبائي

## وفيات
- أدم كلارك
- إيفاريست جالوا
- جان بابتست ساي
- جورج كوفييه
- ديفيد هولمز
- الإمام غازي محمد الغيمراوي
- سادي كارنو
- شامبليون
- فيصل بن وطبان الدويش